# Agrotis nigrata
Agrotis nigrata là một loài bướm đêm trong họ Noctuidae.